# Cmentarz Košířski (Kotlářka)
Cmentarz Košířski (Kotlářka) (cz. Košířský hřbitov (Kotlářka)) – cmentarz położony w stolicy Czech w dzielnicy Praga 5 (Motol-Košíře) przy ulicy Pod Kotlářkou 7.

## Historia
Cmentarz został założony w 1876 po zamknięciu dla pochówków cmentarza przy kościele Wniebowzięcia Najświętszej Maryi Panny w Klamovka na ulicy Podbelohorska. Tamten cmentarz funkcjonował od 1752 i chowano tam również mieszkańców miasteczka Malá Strana aż do czasu powstania Cmentarza Małostrańskiego.
Powierzchnia cmentarza wynosi 2,75 ha. W 2001 na cmentarzu znajdowało się 3310 miejsc pochówku, w tym 33 grobowce, 2228 grobów tradycyjnych i 761 grobów urnowych. Na cmentarzu znajduje się kolumbarium. W północno-zachodniej części nekropolii znajduje się kaplica cmentarna i ogród pamięci. Cmentarz znajduje się na zboczu, które opada na północ, główne wejście jest zlokalizowane od północy od ulicy Pod Kotlářkou.
Na cmentarzu pochowany jest pisarz Jan Procházka oraz pierwszy burmistrz Košířa Matěj Hlaváček .